# Lézeres gyújtás
Ezt a szócikket érdemes lehet bővíteni a német nyelvű Laserzündung szócikk lefordításával
A lézeres gyújtás vagy lézergyújtás gázturbinák és  Otto-motorok levegő-tüzelőanyag keveréke begyújtásának alternatív módszere, melyet a liverpooli egyetem kutatás-fejlesztés részlegén a Ford autógyártóval közösen kezdtek fejleszteni. A hatékonyságnövelés mellett előnye lehet a nitrogén-oxidok kibocsátásának alacsonyabb elérhető szintje is.
Különböző autógyártók évekig tartó kísérletezései után először 2015 februárjában, a Princeton Optronicsnak sikerült a washingtoni ARPA-e energy innovation summit rendezvényen életszerű körülmények között elért lézeres gyújtást demonstrálnia.
A módszer lézert előállító eszközökön alapul, amelyek képesek rövid, nagy energiájú lézerimpulzust kibocsátani, az égéstér nyomásától függetlenül. A nagyfeszültségű gyújtógyertyák megfelelőek az átlagos belső égésű Otto-motorokban fellépő tipikus 10:1 (néha 14:1) kompressziós arány esetében. Más tüzelőanyagok azonban, pl. a földgáz vagy a metanol ennél nagyobb kompressziót is elviselnek öngyulladás nélkül. A magasabb kompresszió gazdaságosabb működést tesz lehetővé, mivel az ilyen motorokkal nagyobb üzemanyag-hatékonyságot lehet elérni. A magas kompressziós ráta és a magas nyomás különleges, drágább gyújtógyertyák használatát igényli, de ezek elektródái is gyorsan elhasználódnak. A gyújtógyertyákat helyettesítő lézerdiódák használata azért lehet gazdaságos, mert a fellépő nyomástól függetlenül, tovább működhetnek.
A lézergyújtás további előnye lehet, hogy míg egy gyújtógyertya szikrája egyetlen pontból indítja el a keverék begyulladását az égéstérben, addig a lézernyaláb fókuszálható vagy akár szétszórható, így akár egyszerre több pontból is indulhat a robbanás a hengerben. A fejlesztők szerint a többpontos lézergyújtás előnyei leginkább hideg motor esetén jelentkeznek, amikor a tökéletlen égés miatt a kibocsátott káros kipufogógázok kb. 80%-a képződik – a lézerrel azonban még hideg motor mellett is közel tökéletes égés idézhető elő. A motorvezérlő elektronika továbbá a hengerből visszaverődő lézersugár jellemzőinek alapján képes lehet megállapítani az égéstérbe fecskendezett tüzelőanyag minőségét és típusát, majd önműködően átállítani az optimális égéshez szükséges paramétereket (keverékarány, befecskendezési mennyiség, gyújtási idő stb.).